# Шампионът (филм, 2015)
„Шампионът “ (на английски: Concussion) е американска бигорафична спортна драма от 2015 г. на режисьора Питър Ландесман, базиран на статията Game Brain от Джийн Мари Ласкас, публикуван през 2009 г. в списанието GQ. Развит през 2000-те години, във филма участват Уил Смит, Алек Болдуин, Гугу Мбата-Роу, Арлис Хауърд, Пол Райзър, Люк Уилсън, Адеуале Акинуйе-Агбадже, Дейвид Морз и Албърт Брукс.
Премиерата на филма се състои в Ар Еф Ай Фест на 11 ноември 2015 г. и е пуснат от „Кълъмбия Пикчърс“ на 25 декември 2015 г.